# Licker's Last Leg
Licker's Last Leg — дебютний студійний альбом американського рок-гурту Goon Moon, виданий 8 травня 2007 р. лейблом Ipecac Recordings. У записі платівки взяли участь Джош Гомме та барабанщик Джош Фріз. Дистриб'ютор: Fontana Distribution.

## Список пісень
1. «Apple Pie»
2. «My Machine»
3. «An Autumn That Came Too Soon»
4. «Feel Like This»
5. «Pin Eyed Boy»
6. «Hardcore Q3»
7. «Tip Toe»
8. «Every Christian Lion Hearted Man Will Show You» (кавер-версія Bee Gees)
9. «Lay Down»
10. «Balloon?»
11. «The Golden Ball»

a. «The Bees to Your Knees»
b. «Birmingham»
c. «Sadie»
d. «Hanging with Mike»
e. «Quipy Quipy Quaw Quaw»
f. «Mr. Frankie»
g. «Dramatic Paws»
h. «The Licker's Last Leg»
12. «Built in a Bottle»

## Учасники
- Джеймс Бук — звукорежисер
- Браян «Big Bass» Ґарднер — мастеринг
- Мекі Осборн — дизайн
- Едмунд Монсеф — зведення